# Greg Cohen
Greg Cohen (13 de julio de 1953) es un contrabajista de jazz estadounidense. Es conocido por su trabajo con John Zorn y el cuarteto Masada; más recientemente ha dado giras con Ornette Coleman[cita requerida], y tocando en el aclamado álbum Sound Grammar de Coleman. Cohen también ha tocado a menudo jazz tradicional, incluyendo interpretaciones con Ken Peplowski, Kenny Davern y el cineasta/clarinetista Woody Allen. Ha trabajado con muchos músicos, incluyendo Tom Waits, David Byrne, y Elvis Costello.
Cohen también ha compartido créditos con diversos músicos que incluyen a artistas como Dagmar Krause, David Sanborn, Susana Baca, Gal Costa, Marisa Monte, Laurie Anderson, Willie Nelson, Bill Frisell, Norah Jones, Dave Douglas, Tricky, Jesse Harris, Keith Richards y Charlie Watts, Joey Baron, Donovan, Crystal Gayle, Bob Dylan, Nina Nastasia, Alan Watts, Lee Konitz, Richie Havens, Dino Saluzzi, Lou Reed, Marianne Faithfull, Odetta, Vesna Pisarović, Danny Barker, Tim Sparks y Antony and the Johnsons.
En agosto / septiembre de 2006 fue director musical de la serie Century of Song en el festival de arte alemán RuhrTriennale. Invitó a compositores e intérpretes como David Byrne, Holly Cole y Laurie Anderson.
Ha sido miembro habitual de Woody Allen y su New Orleans Jazz Band, que solía tocar todos los lunes por la noche en el Carlyle Hotel de Manhattan. Él aparece en la película documental Wild Man Blues (dirigida por Barbara Kopple), que documenta una gira europea de Allen y su banda en 1996. Cohen aparece en la película de Robert Altman Short Cuts de 1993.
Cohen es profesor de contrabajo y jefe del departamento de cuerdas en el Jazz Institute de Berlín. Ha sido residente de Summit, New Jersey.

## Discografía

### Cuando líder
- Way Low (DIW, 1998)
- Moment to Moment (DIW, 1998)
- Golden State (Relative Pitch, 2014)[4]

### Como acompañante
Con Laurie Anderson
- Bright Red (Warner Bros., 1994)
- Life on a String (Elektra Nonesuch, 2001)

Con Fiona Apple
- When the Pawn… (Epic/Work, 1999)

Con Cyro Baptista
- Vira Loucos (Avant, 1997)

Con Steve Beresford
- Signals for Tea (Avant, 1995)

Con David Byrne
- Look into the Eyeball (Virgin, 2001)

Con Anthony Coleman
- Sephardic Tinge (Tzadik, 1995)

With Kenny Davern and Ken Peplowski
- The Jazz KENnection (Arbors Records)

Con Dave Douglas
- Charms of the Night Sky (Winter & Winter, 1997)
- A Thousand Evenings (RCA, 2000)
- El Trilogy (BMG, 2001)

Con Marianne Faithfull
- Easy Come, Easy Go (Naive, 2008)

Con Mark Feldman
- Secrets (Tzadik, 2009) - with Uri Caine and Joey Baron

Con Joe Jackson
- Fast Forward (Caroline, 2015)

Con Madeleine Peyroux
- Dreamland (Atlantic, 1996)

Con Marc Ribot
- Shoe String Symphonettes (Tzadik, 1997)

Con Jamie Saft
- Trouble: The Jamie Saft Trio Plays Bob Dylan (Tzadik, 2006)

Con Julian Siegel
- Live at the Vortex (Basho Records, 2008)

Con Tim Sparks
- At the Rebbe's Table (Tzadik, 2002)
- Little Princess (Tzadik, 2009)

Con Loudon Wainwright III
- Social Studies (Hannibal, 1999)

Con Tom Waits
- Heartattack and Vine (Asylum, 1980)
- One from the Heart (CBS, 1982)
- Swordfishtrombones (Island, 1983)
- Rain Dogs (Island, 1985)
- Franks Wild Years (Island, 1987)
- Big Time (Island, 1988)
- The Black Rider (Island, 1993)
- Mule Variations (Anti, 1999)
- Orphans: Brawlers, Bawlers & Bastards (Anti, 2006)

Con John Zorn
- Masada: Alef (1994; DIW) con Masada
- Masada: Beit (1994; DIW) con Masada
- Masada: Gimel (1994; DIW) con Masada
- Masada: Dalet (1994; DIW) con Masada
- Masada: Hei (1995; DIW) con Masada
- Masada: Vav (1995; DIW) con Masada
- Masada: Zayin (1996; DIW) con Masada
- Masada: Het (1996; DIW) con Masada
- Masada: Tet (1997; DIW) con Masada
- Masada: Yod (1997; DIW) con Masada
- Bar Kokhba (1994–96; Tzadik) con Bar Kokhba
- The Circle Maker (1998; Tzadik) con Bar Kokhba y Masada String Trio
- First Live 1993 (2002; Tzadik) con Masada
- Live in Jerusalem 1994 (1997; Tzadik) con Masada
- Live in Taipei 1995 (1997; Tzadik) con Masada
- Live in Middleheim 1999 (1999; Tzadik) con Masada
- Live in Sevilla 2000 (2000; Tzadik) con Masada
- Live at Tonic 2001 (2001; Tzadik) con Masada
- The Unknown Masada (Tzadik, 2003)
- Filmworks XI: Secret Lives (Tzadik, 2002) con Masada String Trio
- 50th Birthday Celebration Volume 1 (Tzadik, 2003) con Masada String Trio
- 50th Birthday Celebration Volume 7 (Tzadik, 2003) con Masada
- 50th Birthday Celebration Volume 11 (Tzadik, 2003) con Masada String Trio
- Astaroth: Book of Angels Volume 1 (Tzadik, 2004) con el Jamie Saft Trio
- Sanhedrin 1994–1997 (Tzadik, 2005) con Masada
- Azazel: Book of Angels Volume 2 (Tzadik, 2005) con Masada String Trio
- Lucifer: Book of Angels Volume 10 (Tzadik, 2008) con Bar Kokhba
- Stolas: Book of Angels Volume 12 (Tzadik, 2009) con Masada Quintet
- Filmworks XX: Sholem Aleichem (Tzadik, 2008)
- Alhambra Love Songs (Tzadik, 2009)
- Baal: Book of Angels Volume 15 (Tzadik, 2010) con el Cuarteto Ben Goldberg
- Haborym: Book of Angels Volume 16 (Tzadik, 2010) con Masada String Trio
- In Search of the Miraculous (Tzadik, 2010)

### Como arreglista
Con James Carter
- Gardenias for Lady Day (Columbia, 2003)